# Theodore Vail
Pour les articles homonymes, voir Vail.
 (octobre 2015).
Si vous disposez d'ouvrages ou d'articles de référence ou si vous connaissez des sites web de qualité traitant du thème abordé ici, merci de compléter l'article en donnant les références utiles à sa vérifiabilité et en les liant à la section « Notes et références ».
Theodore Newton Vail, né le 16 juillet 1845 à Minerva dans l'Ohio et mort le 16 avril 1920 à Baltimore, est le fondateur et le premier président de la compagnie de téléphonie American Telephone & Telegraph
.
Il est l'inventeur des systèmes de téléphonie en tant que service public et de l’organisation générale des services publics en monopoles, publics ou privés, mais contrôlés par une autorité (d'élus aux États-Unis). Selon Peter Drucker, théoricien du management, Theodore Vail fut l'homme le plus efficace de toute l'histoire industrielle des États-Unis.

## Biographie
Après avoir exercé divers petits métiers, il entre en 1870 comme agent des postes à l'American Railway Mail Service, où il fait preuve d'un grand sens de l'organisation qui le mène en 1878 au poste de directeur général. 
Dans le cadre de ses affaires, il se lie d'amitié avec Gardiner Hubbard, membre du Congrès et associé d'Alexander Graham Bell, l'inventeur du téléphone en 1876. En 1878, Gardiner Hubbard l'embauche comme directeur général à la Bell Telephone Company, qu'il dirigea jusqu'en 1887.
À son arrivée, le premier annuaire des 243 abonnés new-yorkais venait d'être édité, mais la compagnie était très menacée par la concurrence de la grande compagnie télégraphique Western Union qui tentait de monter son propre réseau de téléphonie. Cependant, après une longue bataille juridique, les brevets déposés par Graham Bell furent jugés les seuls valables et la Western Union dû céder à AT&T son réseau et se cantonner à son activité autour du télégraphe. 
Avec le soutien financier d'un riche marchand de Boston, William Forbes, il rachète Western Electric, une entreprise de Chicago fabriquant du matériel électrique. En 1885, il crée l'American Telephone & Telegraph Company comme filiale de la Bell Telephone Company spécialisée dans les communications grandes distances interrégionales. 
En 1887, à la suite de problèmes de santé, il quitte la compagnie pour se reposer dans sa ferme du Vermont et voyager en Europe. À son retour, il investit une bonne partie de sa fortune dans une entreprise de chauffage de Boston, mais cet investissement se révèle catastrophique et il perd finalement les sommes investies.
En 1894, il part pour l'Argentine pour diriger la construction d'un barrage, puis crée une compagnie d'électricité avant de racheter une affaire de transports à Buenos Aires. Il put vendre ces affaires quelques années plus tard et en tire un très bon profit.
En 1907, il est appelé par les dirigeants d'AT&T, car l'entreprise était au bord du gouffre, depuis que les brevets de Graham Bell étaient tombés dans le domaine public en 1893 et que de nombreuses petites compagnies — à peu près 12 000— profitaient de la dérégularisation. Nommé à la tête de la Bell Telephone Company, devenue l'American Telegraph and Telephon Company, il était persuadé que cette anarchie devait disparaître et qu'il allait réussir à imposer son monopole sur le réseau téléphonique américain, en convainquant l'opinion que seul le AT&T donnerait au peuple américain un service téléphonique de qualité. Il allait faire d'AT&T la plus grande entreprise du monde, vénérée du public américain parce qu’elle n’avait licencié personne pendant la Grande Dépression.

### Son action à la tête d'AT&T
À la tête d'AT&T, il commença par s'investir dans une grande campagne — révolutionnaire à l'époque — de relations publiques institutionnelles sur le slogan « One policy, one system, universal system » (une politique, un système, le service universel). Il a aussi l'idée d'opérations « portes ouvertes ». 
Sur le plan commercial, il fit porter les efforts de l'entreprise sur la qualité du service, et pour cela améliora les conditions de travail des opératrices car il estimait que leur rôle était essentiel, mais en contrepartie elles devaient être courtoises et efficaces.
Cependant, son effort le plus important fut porté sur les prix, ce qui fut possible en rationalisant la production de la Western Electric, la filiale d'équipements électriques, et en trois ans le coût d'une ligne a été divisé par deux. Il estimait que pour obtenir une consommation téléphonique maximale, AT&T devait accepter de travailler avec de faibles marges, car une entreprise, même privée, qui a une vocation de service public, ne doit pas baser sa gestion sur seulement la notion capitaliste du profit maximum.
Au niveau capitalistique, il ouvrit largement le capital d'AT&T aux petits porteurs qui pouvaient aussi être des clients potentiels, d'autant plus qu'il s'agissait de fait du meilleur placement de père de famille, peu rémunérateur mais sûr.

### Ses idées
Theodore Vail a toujours considéré que AT&T était une entreprise privée d'un genre très particulier car elle avait un rôle de service public. La diffusion du téléphone, partout et pour tous à des prix bas, fut son obsession, et pour y parvenir il était convaincu qu'une entorse à la loi sur les monopoles était justifiée. Il pensait qu'une concurrence sauvage et un secteur inorganisé aurait été néfaste au développement harmonieux et de qualité du téléphone. Dans son rapport d'activité de 1909, il se fixe comme objectif de « construire un système universel capable d'assurer la communication avec tout correspondant possible, à tout moment ».
Finalement son monopole de fait dans les réseaux téléphoniques s'est imposé car il a su convaincre qu'il s'agissait de la « solution idéale » pour garantir aux Américains un service de qualité, et lors de la mise en œuvre de la loi anti-trust de 1911, AT&T ne fut pas inquiétée, alors que l'empire pétrolier de John Rockefeller était démantelé. En 1913, à la demande du département de la Justice, AT&T vend ses parts de Western Union qu'il venait de racheter. En 1918 AT&T fut quand même nationalisée, mais Theodore Vail obtient sa reprivatisation dès l'année suivante.
À la suite de cette dernière bataille, il prend sa retraite en 1919 et meurt l'année suivante.